# Operacja Namel
Operacja Namel (hebr. ‏מִבְצָע נָמֵל‎, Miwca Namel, dosł. operacja port), bitwa o Tanturę – izraelska operacja wojskowa przeprowadzoną podczas I wojny izraelsko-arabskiej w dniach 22–23 maja 1948 przeciwko arabskim milicjom na równinie nadmorskiej na północ od Tel Awiwu. Operacja była prowadzona na północnym froncie walk. Izraelczycy odnieśli taktyczne i strategiczne zwycięstwo, przejmując kontrolę nad całym pasem wybrzeża i wszystkimi drogami pomiędzy Tel Awiwem a Hajfą.

## Tło wydarzeń
Rejon nadmorskiej równiny położonej pomiędzy Tel Awiwem a Hajfą zajmował ważne strategicznie położenie w Mandacie Palestyny, ponieważ przebiegały tędy wszystkie drogi komunikacyjne łączące równinę Szaron z żydowskimi osiedlami zlokalizowanymi w Galilei. Przyjęta 29 listopada 1947 Rezolucja Zgromadzenia Ogólnego ONZ nr 181 przyznała ten obszar państwu żydowskiemu. Wieś Tantura znalazła się w obrębie arabskiej enklawy, która przecinała nadmorską drogę i linię kolejową z Tel Awiwu do Hajfy. Arabowie odmówili uznania Rezolucji ONZ i doprowadzili 30 listopada do wybuchu wojny domowej w Mandacie Palestyny. W trakcie jej trwania arabskie milicje atakowały żydowskie konwoje, paraliżując w znacznym stopniu komunikację Tel Awiwu z położoną na północy Galileą. Zmusiło to żydowską organizację paramilitarną Hagana do wzmocnienia swojej obecności w tym rejonie i chronienia konwojów jadących z zaopatrzeniem do żydowskich osiedli. Dawid Ben Gurion podjął decyzję o przejęciu kontroli nad arabskimi wioskami położonymi na równinie nadmorskiej pomiędzy Tel Awiwem a Hajfą. Opanowano wówczas kilkanaście arabskich wiosek. W wielu z nich doszło do przymusowych wysiedleń ludności. Pojawił się w ten sposób problem palestyńskich uchodźców. W dniu 23 kwietnia 1948 żydowska Hagana zajęła Hajfę. Po upadku Hajfy, mieszkańcy arabskich wiosek położonych na zboczach góry Karmel rozpoczęli atakowanie żydowskich konwojów poruszających się w tym regionie. Dowództwo Hagany podjęło wówczas decyzję o konieczności stopniowego zmniejszania arabskiej enklawy Karmel, aby ostatecznie doprowadzić do jej likwidacji. Wieś Tantura została wybrana jako punkt wyjściowy dla wszystkich tych działań.
Na samym początku I wojny izraelsko-arabskiej, w dniu 15 maja do dawnego Mandatu Palestyny wkroczył ekspedycyjny korpus iracki, którego siły weszły do północnej Samarii zajmując miasto Dżanin, a następnie wystawiając swoje wysunięte posterunki w rejonie Kalkilji i Tulkarm. Irakijczycy przyjęli postawę defensywną, wywierali jednak samą swoją obecność bardzo duży nacisk na Izraelczyków, którzy obawiali się przecięcia swojego państwa w rejonie Netanji. Dla Hagany stawało się niezwykle ważnym zabezpieczenie nadmorskich linii komunikacyjnych łączących Tel Awiw z Hajfą i Galileą. W obszarze tym znajdowała się wioska Tantura, która została ufortyfikowana przez arabskie milicje i służyła pomocą palestyńskich uchodźcom w ich drodze do Libanu.

## Układ sił

### Siły arabskie
Siły arabskie w wiosce Tantura były ocenione na około 300 bojowników, uzbrojonych w 100 karabinów i kilka pistoletów maszynowych. Na ich czele stało kilku arabskich dezerterów z brytyjskiej armii i policji mandatowej, oraz kilku byłych arabskich żołnierzy z Bośni.

### Siły żydowskie
Dowództwo Hagany początkowo próbowało rozwiązać sprawę wioski Tantury drogą mediacji, jednak po niepowodzeniu rozmów zdecydowano się na opcję siłową. Do przeprowadzenia ataku wyznaczono trzy bataliony Brygady Aleksandroni. Było to w sumie około 1,5 tys. żołnierzy, dowodzonych przez Dana Stone’a.
Strategia ataku przewidywała, że zostanie on przeprowadzony jednocześnie na trzech kierunkach – każdy przez jeden z batalionów. Pierwszy kierunek natarcia wychodził z rejonu Zichron Ja’akow na północ wzdłuż linii kolejowej. Oddział ten miał zaatakować wioskę od północnego wschodu. Drugi batalion miał zająć wzgórza położone na wschód od wioski i pozostać jako rezerwa. Trzeci batalion miał minąć stację kolejową Zichron Jaakov i atakować wioskę od południa.

## Przebieg operacji
Rozpoczęcie operacji nastąpiło o północy, w nocy z 22 na 23 maja 1948. Izraelskie bataliony zgodnie z planem przekroczyły tory kolejowe i rozpoczęły przemieszczać się pod osłoną nocy w trzech różnych kierunkach. Po zajęciu pozycji wyjściowych rozpoczęto nocny atak na wioskę, w której doszło do walki wręcz. U brzegu znajdował się izraelski statek, z którego pokładu ostrzeliwano wybrzeże. Statek uniemożliwiał także Arabom ucieczkę drogą morską. Walki zakończyły się o godzinie ósmej rano, zajęciem przez Izraelczyków całej wioski.
Izraelscy żołnierze zmusili wszystkich arabskich mieszkańców wioski (1490 osoby) do opuszczenia swoich domów. Uciekli oni do pobliskiej arabskiej wioski Furajdis. Podczas deportacji doszło do masakry, w której zginęło prawdopodobnie 200-250 osób (liczba nie jest pewna).

## Reakcje i następstwa
Izraelskie zwycięstwo oznaczało koniec arabskiej obecności w pasie równiny nadmorskiej i przejęcie całej przybrzeżnej strefy przez siły żydowskie.

### Kontrowersje wokół masakry
Arabskie środowiska wysunęły po wojnie zarzut, że w wiosce Tantura doszło do masakry jeńców i ludności cywilnej. Według różnych źródeł w masakrze miało zginąć od 200 do 250 Arabów. Temat ten opisał w swojej pracy magisterskiej absolwent Uniwersytetu Hajfy, Teodor Katz. Następnie historię tę opublikował izraelski dziennikarz Amir Gilat, który napisał artykuł „The Exodus of the Arabs from the Villages at the foot of Mount Carmel” (pol. Exodus Arabów z wiosek u podnóża Góry Karmel). Nie używali oni terminu „masakra”, jednak kolejni historycy bardzo szybko zaczęli korzystać z tej terminologii. Izraelscy weterani wojenni stanowczo zaprzeczyli temu, i Gilat napisał sprostowanie, wyjaśniając, że w wiosce Tantura nie doszło do żadnej masakry.
Teodor Katz oparł w całości swoją pracę na ustnych świadectwach, które po dokładnej analizie okazały się w większości sprzeczne ze sobą i sfałszowane. Benny Morris znalazł czternaście różnych nieścisłości. Badania Katza zostały także podważone przez innych historyków, w tym przez Jo’awa Gelbera. Po zapoznaniu się ze zgromadzonymi dokumentami, Teodor Katz wydał oświadczenie: „Po ponownym sprawdzeniu dowodów, stało się dla mnie jasne ponad wszelką wątpliwość, że nie ma podstaw prawnych do twierdzenia, że Brygada Aleksandroni lub inna jednostka żydowskich sił wojskowych, dopuściła się zabijania ludzi po zdobyciu wsi Tantura”. W trakcie późniejszego dochodzenia sądowego przesłuchano taśmy z wszystkimi nagranymi świadectwami i nie znaleziono żadnych dowodów świadczących o masakrze. W sierpniu 1998 były mieszkaniec wsi, Mahmoud al-Dżhija opublikował książkę o Tantura, w której opisał przebieg bitwy o wioskę i nazwiska 52 mieszkańców wsi, którzy zginęli. Nie nazwał on jednak wydarzeń masakrą.